# FreeMind
FreeMind és un programari que permet l'elaboració de mapes mentals (o mapes conceptuals). És útil en l'anàlisi i per a recopilar informació o idees generades en reunions.
És una alternativa lliure a l'aplicació MindManager, de l'empresa MindJet.
Amb FreeMind és possible generar mapes mentals i publicar-los a Internet com a pàgines html, Java o inserir-los a wikis com Dokuwiki o Mediawiki mitjançant la configuració d'un connector.